# Iguanura
Iguanura é um género botânico pertencente à família Arecaceae.
O género foi descrito por Carl Ludwig Blume e publicado em Bulletin des Sciences Physiques et Naturelles en Neerlande 1: 66. 1838.

## Etimologia
Iguanura: nome genérico que combina e termo espanhol para "lagarto" com a palavra grega para "cauda".

## Espécies
Algumas das espécies descritas são:
| - Iguanura ambigua - Iguanura arakudensis - Iguanura asli - Iguanura belumensis - Iguanura bicornis - Iguanura borneensis - Iguanura cemurung - Iguanura chaiana - Iguanura corniculata - Iguanura curvata - Iguanura diffusa - Iguanura divergens | - Iguanura elegans - Iguanura geonomaeformis - Iguanura humilis - Iguanura kelantanensis - Iguanura leucocarpa - Iguanura macrostachya - Iguanura melinauensis - Iguanura minor - Iguanura mirabilis - Iguanura myochodoides - Iguanura palmuncula | - Iguanura parvula - Iguanura perdana - Iguanura piahensis - Iguanura polymorpha - Iguanura prolifera - Iguanura remotiflora - Iguanura sanderiana - Iguanura speciosa - Iguanura speranskyana - Iguanura tenuis - Iguanura thalangensis - Iguanura wallichiana |